# Путепровод
Путепрово́д — один из видов мостовых сооружений, пропускающий одну или несколько автомобильных или железных дорог над другой дорогой или другими дорогами. Путепроводы обеспечивают движение транспорта и пешеходов без остановок в месте пересечения дорог и тем самым существенно повышают пропускную способность прилегающих транспортных артерий и безопасность движения. Путепроводы обычно сооружают в местах наиболее интенсивного движения транспорта и/или пешеходов, они являются незаменимой частью транспортных развязок.

## История
Предположительно первый путепровод был построен в 1829 году полковником армии США Стивеном Лонгом над путями железной дороги Вашингтон — Балтимор.

## Строительство
При проектировании путепровода его высоту определяют в зависимости от габаритов транспорта, который должен проходить под ним. Для строительства путепроводов обычно используют балочные и рамные конструкции, арочные используют реже. Могут использоваться как разрезные балочные системы (прерываемые над опорами), так и неразрезные. В рамных путепроводах пролётные строения и опоры сооружения конструктивно объединены, благодаря чему имеется возможность сократить ширину опор, что в свою очередь улучшает обзор водителей, проезжающих под путепроводом транспортных средств. Пролёты путепроводов изготавливаются из металла или сборных железобетонных конструкций, а опоры — из бетона или железобетона. Для уменьшения расхода бетона используются земляные насыпи, которые ограждаются подпорными стенками. Использование в рамных путепроводах пролётных строений с ездой поверху увеличивает высоту насыпей, но при этом сокращается расход бетона относительно путепроводов рамными пролётными строениями с ездой понизу. Путепроводы бывают прямолинейными или криволинейными в плане. Иногда они могут быть построены под углом к проходящей внизу дороги — такие путепроводы называются косыми. Пешеходные проходы на путепроводах как правило отделяются ограждениями от транспортных потоков. Путепроводы обычно имеют не более 2—4 пролётов, каждый из которых имеет длину от 10 до 30 метров. Опоры путепроводов размещают так, чтобы они минимально мешали проходящему транспорту. Путепроводы с числом пролётов больше 4—5 называются эстакадами. 